# Sterławki Średnie
Sterławki Średnie – osada w Polsce położona w województwie warmińsko-mazurskim, w powiecie giżyckim, w gminie Giżycko, w sołectwie Sterławki Małe.
Wieś położona jest przy drodze Giżycko – Kętrzyn, między wsiami Sterławki Małe a Sterławki Wielkie.
Wieś powstała 1 maja 1652 poprzez wyodrębnienie ze Sterławek Wielkich 6 włók dla barona Jerzego Fryderyka Schenk zu Tautenberga, które były zalążkiem powstania majątku ziemskiego o nazwie Sterławki Szlacheckie. Właśnie tutaj z rąk Tatarów zginął baron Tautenberg.
Po 1945 w Sterławkach Średnich funkcjonował majątek ziemski podlegający Urzędowi Ziemskiemu w Giżycku, który w 1949 przekształcono w PGR. Po likwidacji PGR w Sterławkach Średnich podjęto próbę utworzenia spółki pracowniczej, która zakończyła się bankructwem.
Formalnie nazwę Sterławki Średnie ustanowiono 28 marca 1996.
W latach 1975–1998 miejscowość administracyjnie należała do województwa suwalskiego.